# فریتس اشتولتس
فریتس اشتولتس (آلمانی: Fritz Stolze; ۲۰ دسامبر ۱۹۱۰ – ۵ مارس ۱۹۷۳) بازیکن واترپلو اهل آلمان بود.